# Turingio Internacia

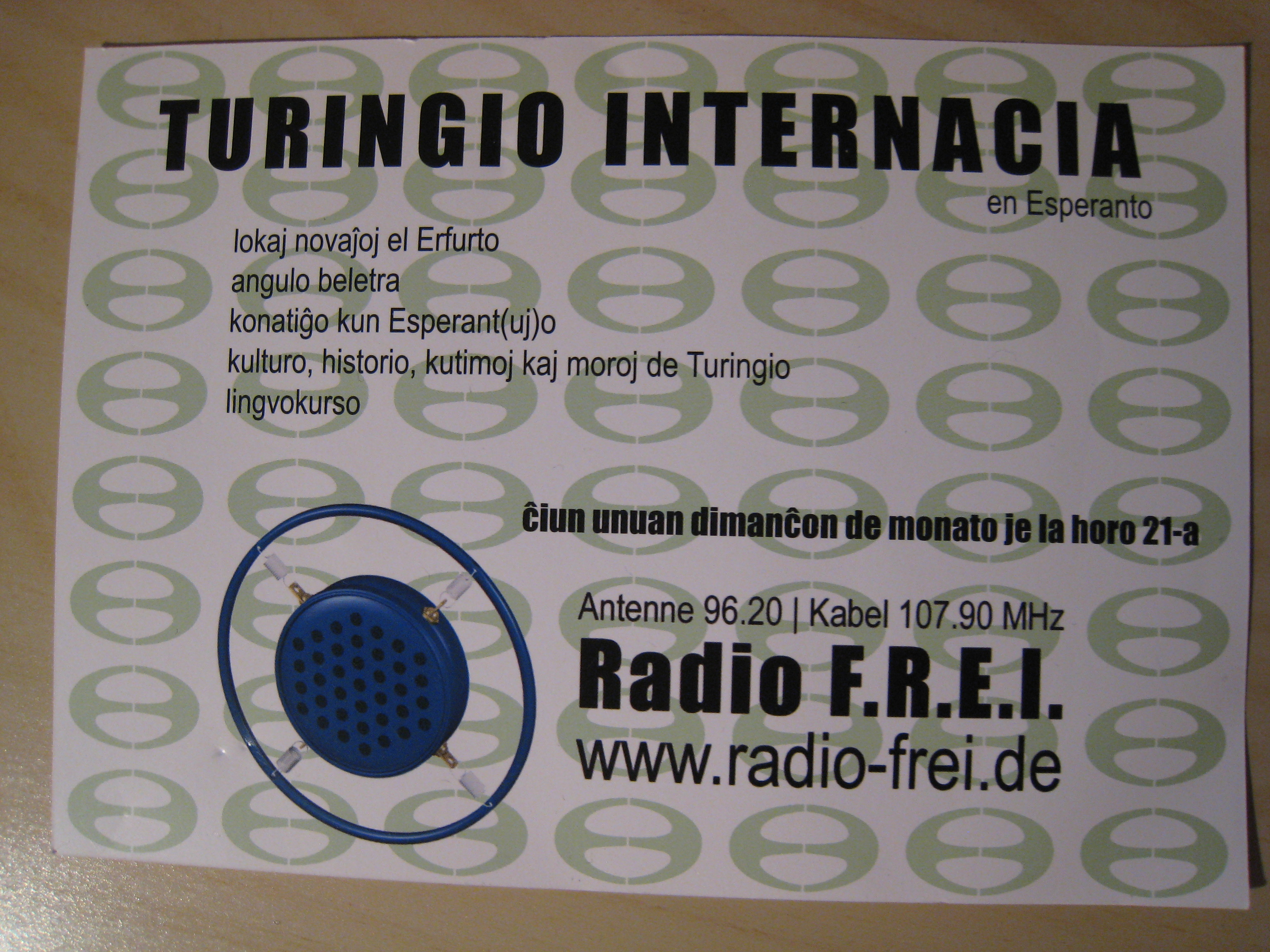
Werbepostkarte zur Sendung

Turingio Internacia (wörtl. Thüringen international) war der Name der monatlichen Esperanto-Sendung von Radio F.R.E.I. aus Erfurt. Die Zielsetzung bestand darin, Thüringen und seine Hauptstadt Erfurt international möglichst vielfältig zu präsentieren. Die letzte Sendung lief am 12. Dezember 2021.

## Programm
Seit Januar 2012 wurde jeden ersten Sonntag im Monat um 20:00 Uhr (ab Januar 2021 jeden zweiten Sonntag um 19:00 Uhr) Ortszeit eine Stunde lang gesendet. Einige Teile der Sendung waren in deutscher Sprache. Jede Sendung bestand die ersten Jahre aus folgenden fünf Abschnitten:
- Nachrichten aus der Region Erfurt (mit Zusammenfassung auf Deutsch)
- Bücherecke (Auszüge aus originaler Literatur auf Esperanto bzw. aus Übersetzungen)
- heimatkundliche Spaziergänge in Erfurt und Thüringen (Rubrik „Thuringiensia“)
- Hörerbriefkasten (zweisprachig; bisweilen mit Interviews)
- Sprachkurs

Dieses Schema wurde im Laufe der Zeit etwas aufgeweicht.
Nach der Ausstrahlung über UKW und als Live-Stream im Internet, ermöglichte ein Podcast das zeitversetzte Hören der Sendung. Auch die Texte wurden ins Netz gestellt. Die Sendung zeigte u. a., wie Esperanto heute im Bereich Tourismuswerbung verwendet werden kann. Seit Oktober 2019 (bis August 2021) füllte die letzte Viertelstunde der Esperantosendung eine Rubrik in lateinischer Sprache namens „Erfordia Latina“.